# Notiobiella tumida
Notiobiella tumida är en insektsart som först beskrevs av Luisa Eugenia Navas 1925.  Notiobiella tumida ingår i släktet Notiobiella och familjen florsländor. Inga underarter finns listade i Catalogue of Life.